# Радован М. Маринковић
Радован М. Маринковић (11. септембар 1936) српски је књижевник, песник, публициста, истраживач, хроничар, историчар, етнолог, сценариста, члан Удружења књижевника Србије и Удружења новинара Србије, друштвени радник. И сада истражује, пише, биљежи, објављује, освјетљава Драгачево и широко око њега од мрака заборава, али  и учи како се запамћивати уопште мора, и да то није само обавеза према прошлости и истини, већ «моралан чин», којим се потврђује и добар појединац, и частан народ, како би то рекао Ото Вајнингер, један од највећих умова смјене 19. у 20. вијек, а Радован М. Маринковић потврђивао  цијелим својим радним постојањем. Човјек и народ који памте појединости своје прошлости, не могу бити лоши, већ добри.
.

## Биографија
Рођен је 11. септембра 1936. године у Придворицикод Чачка. Отац: Маринко, радник, мајка Борика, домаћица. Основну школу завршио је у Горачићима (Драгачево), а гимназијско образовање стекао је у Чачку. Српскохрватски језик и књижевност студирао је на Београдском универзитету. Од 1959. до 1968. радио је у просвети, а од 1968. до 2000. године, када је пензионисан, у листу Чачански глас у Чачку: заменик главног и одговорног уредника, уредник културне рубрике, репортер и коментатор. Сарадник је бројних листова, часописа, зборника, календара и електронских медија, сценарист документарних филмова, писац предговора и поговора бројних књига, уредник више листова и едиција, рецензент бројних књига, учесник на научним скуповима, међу којима и оним које је организовала Српска академија наука и уметности. Заступљен је у више песничких антологија, зборника, календара и лексикона. Живи у Чачку. Супруга Милева, домаћица, син Зоран, правник и публициста, кћерка Данка, економски техничар; обоје засновали брак, имају четворо деце.

## Збирке пјесама
Свечаности сунца, Градац, Чачак, 1975; Зубље, Штампарија Бајић, Чачак,1984; Јавнице и нејавнице, Штампарија Бајић, Чачак, 1994; Чачанске елегије,Штампарија Бајић, Чачак, 1995; Тужнице, Штампарија Бајић, Чачак, 1995; Памћенице, Штампарија Бајић, Чачак, 1997; Трубнице, Графика Јуреш, Чачак, 1998; Брањенице, Штампарија Бајић, Чачак, 1999; Клетве и благослови,
Штампарија Бајић, Чачак, 2000; Пробуђенице, Дис, Чачак, 2001; Трнавске покојнице, Штампарија Бајић, Чачак, 2001; Молитвенице, са Николом – Ником Стојићем, Графика Јуреш, Чачак, 2002; Узгреднице, Штампарија Бајић, Чачак, 2003; Нове молитвенице, са Ником – Николом Стојићем, Графика Јуреш, Чачак, 2003; Посвећенице, Штампарија Бајић, Чачак, 2004; Карађорђуше, са Ником Николом Стојићем, Графика Јуреш, Чачак, 2004; Дневнице, Штампарија Бајић, Чачак, 2006; Трубованке, Штампарија Бајић, Чачак, 2007; Посвећенице Светом Сави, са Ником – Николом Стојићем, Галаксија 32, Чачак, 2007; Драгачевске молитвенице, са Ником – Николом Стојићем, Дом културе, Гуча, 2007;Изгубљенице, Штампарија Бајић, Чачак, 2008; Драгачевски аманети, са Ником –
Николом Стојићем, Штампарија Бајић, Чачак, 2009; Камене невесте, Студио за нови дизајн, Чачак, 2009; Камене књиге Радосава Чикириза, са Ником – Николом Стојићем, Библиотека општине Лучани, Гуча, 2010; Чуваркуће, са Ником – Николом Стојићем, Штампарија Бајић, Чачак, 2010; Где цвета лимун жут, са Ником – Николом Стојићем, Јел-Мил/Штампарија Бајић и огранак Вукове задужбине, Чачак, 2011; Трубачке јавке, Јел – Мил/Штампарија Бајић, Чачак, 2011; Горачићки каменописи, Јел – Мил, Чачак, 2011; Младалачке тугованке, са Ником – Николом Стојићем, Студио за дизајн, Чачак, 2012; Чачанице, Јел – Мил/Штампарија Бајић и Завичајно друштво „Чачани“, Чачак, 2012; Трубачки споменар, Студио за дизајн, Чачак, 2013; Споменарци, са Ником
– Николом Стојићем, Библиотека општине Лучани, Гуча, 2014; Свирај трубо, саНиком – Николом Стојићем, Легенда, Чачак, 2016; Окамењени мајстори, са Ником – Николом Стојићем, Библиотека општине Лучани, Гуча, 2016; Одзивнице, Штампарија Бајић, Чачак, 2017; Камене књиге Ракићевића, породица, 2017; Посвећенице Светом Сави, са Ником – Николом Стојићем, друго допуњено издање, Библиотека општине Лучани, Гуча, 2019.

## Остале књиге
Чачак и околина, туристички водич, са Бранимиром Миловановићем;Туристичка организација, Чачак, 1976; Јеличке легенде, народна предања и завештања, Штампарија „Будућност“, Горњи Милановац, 1977; Сведочанства –Pričevanja, на српском и словеначком, са Мирославом Милом Мојсиловићем, Чачански глас, Чачак, 1973; Чачански крај у НОБ 1941 – 1945/Пали борци и жртве, споменица, са Драгољубом С. Суботићем, Центар за културу, Чачак,1977; Здравство чачанског краја, монографија, са Мирославом Милом Мојсиловићем, Чачански глас, Чачак, 1979; Хемијска индустрија „Милан Благојевић“, монографија, са Перишом Ђекићем и Обрадом Максимовићем, ХИ„Милан Благојевић“, Лучани, 1979; Незаборавни сусрети с Титом, монографија, са Миланом Ђоковићем и Милољубом С. Пантовићем, Чачански глас, Чачак, 1977, два издања; Svedočanstva – Pričevanja, монографија, са Мирославом Милом Мојсиловићем, друго допуњено и проширено издање,Чачански глас, Чачак, 1978; Стари драгачевски занати и занимања, етноесеји,
Дом културе, Гуча, 1980; Сабори трубача 1961 – 1980, монографија, са Предрагом Раовићем, Дом културе, Гуча, 1980; Драгачево, монографија, са
Томиславом Протићем и Јованом Радовановићем, Чачански глас, Чачак, и
СУБНОР, Лучани, 1981; Чачански одред, монографија, са Милојицом Пантелићем и Владимиром Никшићем, Чачански глас, Чачак, 1982; У име слободе и правде, монографија, са Александром Хаџипоповићем, Међуопштински историјски архив и Друштво правника, Чачак, 1984; Драгачевски занати и занимања, етноесеји, Међуопштински историјски архив, Чачак, 1985; Човек човеку, монографија, Центар за социјални рад, Чачак, 1985; Атари истине, збирка докумената, Чачански глас, Чачак, 1986; Земљорадничко задругарство у Драгачеву, монографија, Међуопштински историјски архив, Чачак, 1988; На крилима буре/Повест о Милојку Ћирјаковићу, монографија, са
Томиславом Протићем, СУБНОР, Лучани, 1988; СОУР „Слобода“, монографија, са Миладином Вукосављевићем и Николом Петковићем, „Слобода“, Чачак, 1988; Црвена позорница, монографија КУД „Абрашевић“, са Миланом Ђоковићем и Милољубом С. Пантовићем, КУД „Абрашевић“, Чачак,
1988; Сабори трубача, документација, са Милованом Вуловићем, Предрагом Раовићем и Ником – Николом Стојићем, Дом културе, Гуча, 1990; Моравички занати и занимања, етноесеји, са Невенком Бојовић, Занатска задруга Ивањица и Народни музеј Чачак, Ивањица – Чачак, 1990; Гласоноше времена, библиографија, са Миланом Ђоковићем, Чачански глас, Чачак, 1992; Чачак и околина, туристички водич, са Бранимиром Миловановићем, Туристички савез, Чачак, 1992; Драгачевци у науци и уметности, лексикон, са др Бранком Ковачевићем и Ником – Николом Стојићем, Технички факултет, Чачак, 1993; Литопапир, монографија, са више сарадника, Литопапир, Чачак, 1994; Чачак и околина, туристички водич, са Бранимиром Миловановићем, Туристички савез, Чачак, 1995; Сабори трубача 1961 – 1995, монографија, са Јовишом М. Славковићем, Ником – Николом Стојићем, Мирјаном Јеринић и Милованом Вуловићем, Дом културе, Гуча, 1995; Ауто – мото друштво, монографија, Ауто– мото друштво, Чачак, 1996; Чачак, туристички водич, са Бранимиром Миловановићем, Туристички савез, Чачак, 1997; Гусле на Морави, монографија, Друштво гуслара, Чачак, 1997; Драгачевци у науци и уметности, II, лексикон, са др Бранком Ковачевићем и Ником – Николом Стојићем, Технички факултет, Чачак, 1998; Добровољно ватригасно друштво у Чачку 1938 – 1998, монографија, са Миладином Вукосављевићем, ДВД, Чачак, 1998; Дечји вртић „Наша радост“, монографија, Штампарија Бајић, Чачак – Лучани, 2000; На Морави фрула, монографија, са Предрагом Радмилцем и Бранимиром
Миловановићем, Туристички савез, Чачак, 2000; Писане памћенице, библиографија, са Јовишом М. Славковићем, Графика Јуреш, Чачак – Гуча, 2000; На Морави фрула, друго допуњено и измењено издање, са Предрагом Радмилцем и Бранимиром Миловановићем, Туристички савез, Чачак, 2002;
Летопис драгачевских трубача, монографија, са Јованом Лукићем, Графика Јуреш, Чачак, 2002, Ко је ко у Чачку на почетку трећег миленијума, лексикон, са Светиславом Љ. Марковићем и Јованом Лукићем, Прозор, Чачак, 2002; Музичка школа у Чачку, монографија, са Александром Јовановићем, Јел – Мил/Штамприја Бајић и Музичка школа „Др Војислав Вучковић“, Чачак, 2003; Чачанска „Просвета“, монографија, са Зораном Маринковићем, Просвета, Чачак, 2003; Драгачевци под барјаком вожда Карађорђа и Милоша Обреновића, монографија, са Ником – Николом Стојићем и Зораном Маринковићем, Графика Јуреш, Чачак, 2004; Порекло становника ваведењске парохије, монографија, Галаксија 32, Чачак, 2004; Црква у Тијању, монографија, са Раденком Поповићем, Иркон, Чачак, 2004; Све трубе Драгачева, монографија, са Ником – Николом Стојићем, Јовишом М. Славковићем и Предрагом Раовићем, Дом културе, Гуча, 2000; Прилози за библиографију Нике – Николе Стојића, библиографија, са Предрагом Раовићем, Завичајно друштво „Драгачево“, Гуча,
2004; Чачански водовод, монографија, са Зораном Маринковићем, ЈКП „Водовод“, Чачак, 2005; Чачански „Абрашевић“, монографија, са Зораном Маринковићем, КУД „Абрашевић“, Чачак, 2005; Од описмењавања до факултетских звања, монографија, са Зораном Маринковићем, Установа за образовање одраслих „Коста Новаковић“, Чачак, 2005; Драгачевски сабор трубача (1961 – 2005), монографија, са Ником – Николом Стојићем и Јовишом М. Славковићем, Дом културе, Гуча, 2006; Живот са белим штапом, монографија, резиме на Брајовом писму, Штампарија Бајић, Чачак, 2006; Бој на Лопашу 1806. године, монографија, са Јовишом М. Славковићем и Ником – Николом Стојићем, Свитак, Пожега, 2006; Дом са душом, монографија, са др Бранком Ковачевићем и Драгољубом М. Вујовићем, Дом ученика и Графика Јуреш, Чачак, 2006; Брезовице на Јелици, хроника, са Живорадом – Живком Јањићем, Штампарија Бајић, Чачак, 2008; Векови Парменца, монографија, са Драгољубом М. Вујовићем, Штампарија Бајић, Чачак – Парменац, 2009; Гуча – пола века Сабора трубача, монографија, са Адамом Тадићем, Јовишом М. Славковићем и Ником – Николом Стојићем, Дом културе, Гуча – Београд, 2010; Лозница под Јелицом, монографија, са Ранком Симовићем и Зораном Маринковићем, Међуопштински историјски архив, Чачак, 2010; Писци из Драгачева, лексикон, са Зораном Маринковићем, Библиотека општине Лучани,
Гуча, 2010; Придворица под Јелицом, монографија, са Александром Вуловићем и Зораном Мринковићем, Штампарија Бајић, Чачак, 2011; Биографски лексикон Горачића, Губереваца и Живице, лексикон, са Зораном Маринковићем, Библиотека општине Лучани, Гуча, 2012; Школа у Милићевцима, летопис, са Божидаром Никитовићем, Штампарија Бајић, Чачак, 2013; Горачићка буна 1893. године, монографија, са Зораном Маринковићем, Библиотека општине Лучани,
Гуча, 2013; Велики председник мале вароши, монографија, са Младомиром Тодоровићем, Међуопштински историјски архив, Чачак, 2013; Сабор фрулаша „Ој Мораво“, монографија, са Зораном Рајичићем, Сабор фрулаша, Чачак, 2013; Вујански источници, народно стваралаштво Прислонице, Сабор фрулаша, Прислоница – Чачак, 2013; Вукићевићи у Милатовићима, родослов, са Дејаном Вукићевићем, Међуопштински историјски архив, Чачак – Гуча, 2015; Трубачко саборовање у Гучи 1961 – 2015, монографија, са Ником – Николом Стојићем, Јовишом М. Славковићем и Зораном Маринковићем, Центар за културу, спорт и туризам општине Лучани, Гуча, 2015; Лиса на Венцу, монографија, са Јовишом М. Славковићем, Културно-просветна заједница Србије, Београд, 2014; Вековања Горачића, Губереваца и Живице, монографија, са Зораном Маринковићем, Библиотека општине Лучани, Гуча, 2015; Векописи Котраже, Белог Камена, Вучковице и Пшаника, монографија, са Јовишом М. Славковићем и Зораном Маринковићем, Библиотека општине Лучани, Гуча, 2016; Камени памћеници Горачића, епитафи са гробљаша и крајпуташа, са Зораном Маринковићем и Момчилом Стевановићем, Библиотека општине Лучани,Гуча, 2017; Драгачевци овенчани Карађорђевом звездом, монографија, са Ником –
Николом Стојићем, Јовишом Славковићем и Зораном Маринковићем,Библиотека општине Лучани, Гуча, 2017; Векоплови Каоне и Властељица, монографија, са Зораном Маринковићем и Јовишом М. Славковићем, Библиотека општине Лучани, Гуча, 2018; Школа у Горачићима, летопис, са Зораном Маринковићем и Зорицом Новичић, Библиотека општине Лучани и Основна школа у Горачићима, Гуча – Горачићи, 2018; 150 година Чачанске болнице, монографија, са Мирославом Милом Мојсиловићем и Надом Лазовић, Српско лекарско друштво – Подружница Чачак, 2018; Драгачевци овенчани Карађорђевом звездом, монографија, друго издање, са Ником – Николом Стојићем, Јовишом Славковићем и Зораном Маринковићем, Библиотека општине Лучани, Гуча, 2018; Горачићка буна 1893. године, монографија, друго издање, са Зораном Маринковићем, Библиотека општине Лучани, Гуча, 2018.

## Приређене књиге
Збратимљени градови, монографија, са групом аутора, Победа, Крушевац,1972; Неугашен пламен, критичко издање песама Драгољуба – Леке Обућине,Чачански глас, Чачак, 1974; Просјак сунца, критичко издање песама Владимира Ж. Костића Костина, Чачански глас, Чачак, 1975; Ризничари земље, антологија песника са села, са Обрадом Васиљевићем, Градац, Чачак, 1976; Свитање над плугом, критичко издање песама Милоша Т. Јовашевића, Чачански глас, Чачак,1977; Тркачи према сунцу, зборник поезије радника чачанске „Слободе“,Штампарија Бајић, Чачак, 1977; Беседе песника Дисовог пролећа, зборник беседа, Градска библиотека „Владислав Петковић Дис“, Чачак, 1993; Градска библиотека у Чачку 1848 – 1998, зборник документа, са Даницом Оташевић,
Чачак, 1998; Присени, критичко издање песама Синише Пауновића, Градска библиотека „Владислав Петковић Дис“, Чачак, 2003; Српски народни календар,календар, са Слободаном Чворовићем, Агенција „Чворак“, Чачак, 2002, 2003,2004, 2005, 2006, 2007, 2008, 2009, 2010, 2011, 2012, 2013, 2014, 2015, 2016, 2017, 2018, 2019; Посвећеник Хипократове заклетве/споменица др Љубомира –Љуба Поповића (1899 – 1992), Подружница Српског лекарског друштва, Чачак –
Гуча, 2005; Венац моравских повеља, зборник поезије, са Луном Левајцом,Удружење књижевника Србије и Књижевно друштво Мрчјевци, Београд –Мрчајевци, 2008; Венац моравских повеља, зборник поезије, друго допуњено издање, са Луном Левајцом, Удружење књижевника Србије и Књижевно друштво Мрчајевци, Београд – Мрчајевци, 2010; Живот и дело Љубомира М.
Марковића, зборник, са др Светиславом Љ. Марковићем, Културни центар,Ивањица, 2013; Мрчајевачке песничке јесени, зборник поезије, са Луном Левајцом, Књижевно друштво, Мрчајевци, 2013.

## Приређени тематски бројеви часописа
Градац, 85 – 86, Дом културе, Чачак, новембар 1988 – фебруар 1989; Драгачево (археологија, етнологија, народна и црквена уметност), са Радојком Николићем, грешком непотписано; Врело, 30, са Ранком Симовићем: Хаџи Проданова буна 1814, зборник радова, Завичајно друштво Трнава, Београд, 2004.

## Признања
Маринковић је добитник бројних престижних признања за стваралаштво: омладине Чачка (1957); Републичког одбора ратних војних инвалида (1957); листа Младост у Београду (1957), општине Лучани (1981); Чачанског гласа (1987) града Чачка (2004), Повеља за животно дело Удружења књижевника Србије (2009); Повеља Мораве, једина међународна награда Удружења књижевника Србије (2015); више признања удружења новинара Србије, Златна значка културно-просветне заједнице Србије и посебног признања као хроничар-монограф Културно-просветне заједнице Србије.

## Друштвени рад
Маринковић је био, поред осталог, после 1974. године члан извршног органа Заједнице културе Србије и члан њене скупштине, која је била посебно веће у Скупштини Србије када се расправљало о култури, данашњих речником- народни посланик. Члан је Удружења књижевника Србије, Удружења новинара Србије и Вукове задужбине. Био је члан Одбора за село Српске академије наука и уметности. Дуго је био председник уметничких савета Народног музеја у Чачку и Драгачевског сабора трубача у Гучи, који су овенчани Вуковом наградом. Један је од оснивача традиционалног Сабора фрулаша Србије „Ој Мораво“ у Прислоници код Чачка (1988).

## Представљен у енциклопедијама и лексиконима
- Драгачевци у науци и уметности, аутори: др Бранко Ковачевић, Ника-Никола Стојић, Радован М. Маринковић, Чачак, 1998. (pp. 153–154)
- Писци Драгачева, Радован М. Маринковић и Зоран Маринковић, стране: 45,46,47 и 48, Гуча, 2010.

## Занимљивости
За вријеме посјете Москви, професорку српског језика Гроздану Комадинић, праунук једног од највећих руских и свјетских  књижевника Лава Николајевича Толстоја, Никита Иљич Толстој, када је чуо да се помиње град Чачак, пита, ни мање ни више:
| „ | „Да ли познајете Радована Маринковића?“ | ” |

У истом броју „Политике“ новинар, изванредан познавалац Радовановог стваралаштва, Гвозден Оташевић, надаље говори о Радовану М. Маринковићу занесено  и зналачки. Говори о „феномену“ званом Радован : Човјеку који слика, тумачи, и све ријечима. О човјеку који надограђује и „смишља“, који препјевава ријеч, која онда својим крилима  „пјесми“ - (пјева)  у небеским домовима. Радован је човјек који мислосјећа:
| „ | „ Маринковић је, као новорек, изумео рушнице, гробљаше, златоусташе, песмопојце, памћенике, узгреднице, викалице, јавнице или умару (воденицу)... Месни огранак Вукове задужбине је у Чачку приредио „Књиговање Радована М. Маринковића...“ | ” |